# Црна ријека (притока Ибра)
Црна ријека је ријека понорница у југозападној Србији. Настаје од неколико извора и потока на Косову, између Мокре Горе и Јеља. Црна ријека је десна притока Ибра, у који се улива у селу Рибариће, на почетку језера језера Газиводе. У клисури Црне ријеке (Жабарска клисура) налази се манастир Црна Ријека.